# Mario Santana
Pour les articles homonymes, voir Santana.
Mario Alberto Santana (né le 25 décembre 1981 à Comodoro Rivadavia, dans la province de Chubut, en Argentine) est un ancien footballeur argentin. Évoluant au poste de milieu de terrain offensif, il possède la double nationalité argentine-italienne.

## Biographie
Après six mois de prêt à l'AC Cesena, le SSC Naples le prête avec option d'achat fin août 2012 au Torino FC.
Sélectionné pour la première fois en 2004, Mario Alberto Santana compte 7 sélections pour 1 but avec la sélection argentine.

## Clubs successifs
- 1999-2001 :  San Lorenzo
- 2001-2002 :  Venezia Calcio
- 2002-2006 :  US Palerme
  - 2003-2004 :  Chievo Vérone (prêt)
- 2006-2011 :  ACF Fiorentina
- 2011-2013 :  SSC Naples
  - jan. 2012-2012 :  AC Cesena (prêt)
  - 2012-2013 :  Torino FC (prêt)
- depuis 2013 :  Genoa CFC
  - jan. 2014-2014 :  SC Olhanense (prêt)[3]